# Communauté d’agglomération du Grand Villeneuvois
Die Communauté d’agglomération du Grand Villeneuvois ist ein französischer Gemeindeverband mit der Rechtsform einer Communauté d’agglomération im Département Lot-et-Garonne in der Regionen Nouvelle-Aquitaine. Sie wurde am 23. Dezember 2011 gegründet und umfasst 19 Gemeinden. Der Verwaltungssitz befindet sich im Ort Casseneuil.

## Historische Entwicklung
Im Jahr 1999 wurde die Vorgängerorganisation Communauté de communes du Villeneuvois von zehn Gemeinden gegründet. 2009 wurde sie durch Fusion mit der Communauté de communes du Roquentin auf 16 Gemeinden erweitert (lediglich die Gemeinde Sauvagnas schloss sich der Fusion nicht an; sie wechselte zur Communauté d’agglomération d’Agen). In diesem Zusammenhang nahm der vergrößerte Verband den Namen Communauté du Grand Villeneuvois an mit der Perspektive zur Communauté d’agglomération aufzusteigen, dazu fehlten per 2008 aber rund 3000 Einwohner. Dies gelang schließlich im Jahr 2011.

## Mitgliedsgemeinden
| Gemeinde                                         | Einwohner 1. Januar 2022 | Fläche km² | Dichte Einw./km² | Code INSEE | Postleitzahl |
| ------------------------------------------------ | ------------------------ | ---------- | ---------------- | ---------- | ------------ |
| Allez-et-Cazeneuve                               | 609                      | 10,69      | 57               | 47006      | 47110        |
| Bias                                             | 2.965                    | 12,29      | 241              | 47027      | 47300        |
| Casseneuil                                       | 2.340                    | 18,09      | 129              | 47049      | 47440        |
| Cassignas                                        | 128                      | 7,86       | 16               | 47050      | 47340        |
| Castella                                         | 377                      | 12,52      | 30               | 47053      | 47340        |
| Dolmayrac                                        | 714                      | 19,40      | 37               | 47081      | 47110        |
| Fongrave                                         | 625                      | 9,46       | 66               | 47099      | 47260        |
| Hautefage-la-Tour                                | 1.028                    | 20,75      | 50               | 47117      | 47340        |
| La Croix-Blanche                                 | 1.081                    | 13,05      | 83               | 47075      | 47340        |
| Laroque-Timbaut                                  | 1.589                    | 21,64      | 73               | 47138      | 47340        |
| Lédat                                            | 1.430                    | 12,43      | 115              | 47146      | 47300        |
| Monbalen                                         | 449                      | 13,00      | 35               | 47171      | 47340        |
| Pujols                                           | 3.776                    | 24,98      | 151              | 47215      | 47300        |
| Saint-Antoine-de-Ficalba                         | 714                      | 10,93      | 65               | 47228      | 47340        |
| Saint-Étienne-de-Fougères                        | 862                      | 9,90       | 87               | 47239      | 47380        |
| Saint-Robert                                     | 192                      | 6,74       | 28               | 47273      | 47340        |
| Sainte-Colombe-de-Villeneuve                     | 498                      | 18,92      | 26               | 47237      | 47300        |
| Sainte-Livrade-sur-Lot                           | 6.518                    | 30,94      | 211              | 47252      | 47110        |
| Villeneuve-sur-Lot                               | 22.004                   | 81,32      | 271              | 47323      | 47300        |
| Communauté d’agglomération du Grand Villeneuvois | 47.899                   | 354,91     | 135              | –          | –            |